# Thwaites Gletsjer
Thwaites Gletsjer med tilnavnet Dommedagsgletsjeren er en betydningsfuld del af Antarktis’ iskappe og er beliggende i Vestantarktis. Det er en usædvanlig bred og stor gletsjer, der flyder ud i Pine Island Bay, en del af Amundsenhavet, øst for Mount Murphy, på Marie Byrd Land. Thwaites Gletsjeren er på 192,000 km2 på størrelse med Storbritannien eller Florida.
Gletsjeren bevæger sig med en hastighed på over 2 kilometer om året. Thwaites Isshelf er en af de største isbræmmer i Vestantarktis, selvom den er meget ustabil og i gang med at gå i opløsning. I 2002 brækkede således et kæmpe-isbjerg benævnt B22 på 5000 km2 løs fra isbræmmen. Thwaites Gletsjeren er en af de gletsjere der mister mest is, og det anslås at gletsjerens forsvinden kan give frit løb for afsmeltningen af hele Vestantarktis og medføre en vandstandsstigning på 3,3 meter i verdenshavene.
Gletsjeren er opkaldt efter Fredrik T. Thwaites (1883-1961), en amerikansk istidsgeolog.

## Tab af is
Som for mange andre gletsjere i Antarktis udgøres kanten af Thwaites Gletsjeren af en isbræmme eller isshelf, et skørt af en flydende ishylde som en fysisk barriere mellem havet og indlandsisen. Denne flydende barriere afholder indlandsisen i at flyde ud i havet, hvor den ville smelte og få det globale havniveau til at stige. Men efterhånden som havets temperatur stiger, fører varmere vand ved bunden af isbræmmen til, at den smelter nedefra og giver anledning til et hulrum og brækker op: Et hul på størrelse med Manhattan blev tidligere opdaget under Thwaites isbræmme.
På 30 år er tabet af is fra Thwaites Gletsjer fordoblet til 50 milliarder ton is om året eller mere end 1000 milliarder ton på 20 år.
Forskere siger i 2024, at havvand, der strømmer nedenunder og ind i huller i Thwaites-gletsjeren i Antarktis, bidrager til smeltningen af gletsjeren - et potentielt ildevarslende tegn på de kommende virkninger af menneskedrevne klimaændringer fra verdens bredeste gletsjer. Den kraftige smeltning medført af det varmere havvand kan føre til endnu hurtigere havniveaustigning rundt om på kloden.